# Tulipa bifloriformis
Tulipa bifloriformis är en liljeväxtart som beskrevs av Aleksei Ivanovich Vvedensky. Tulipa bifloriformis ingår i släktet tulpaner, och familjen liljeväxter. Inga underarter finns listade.

## Bildgalleri

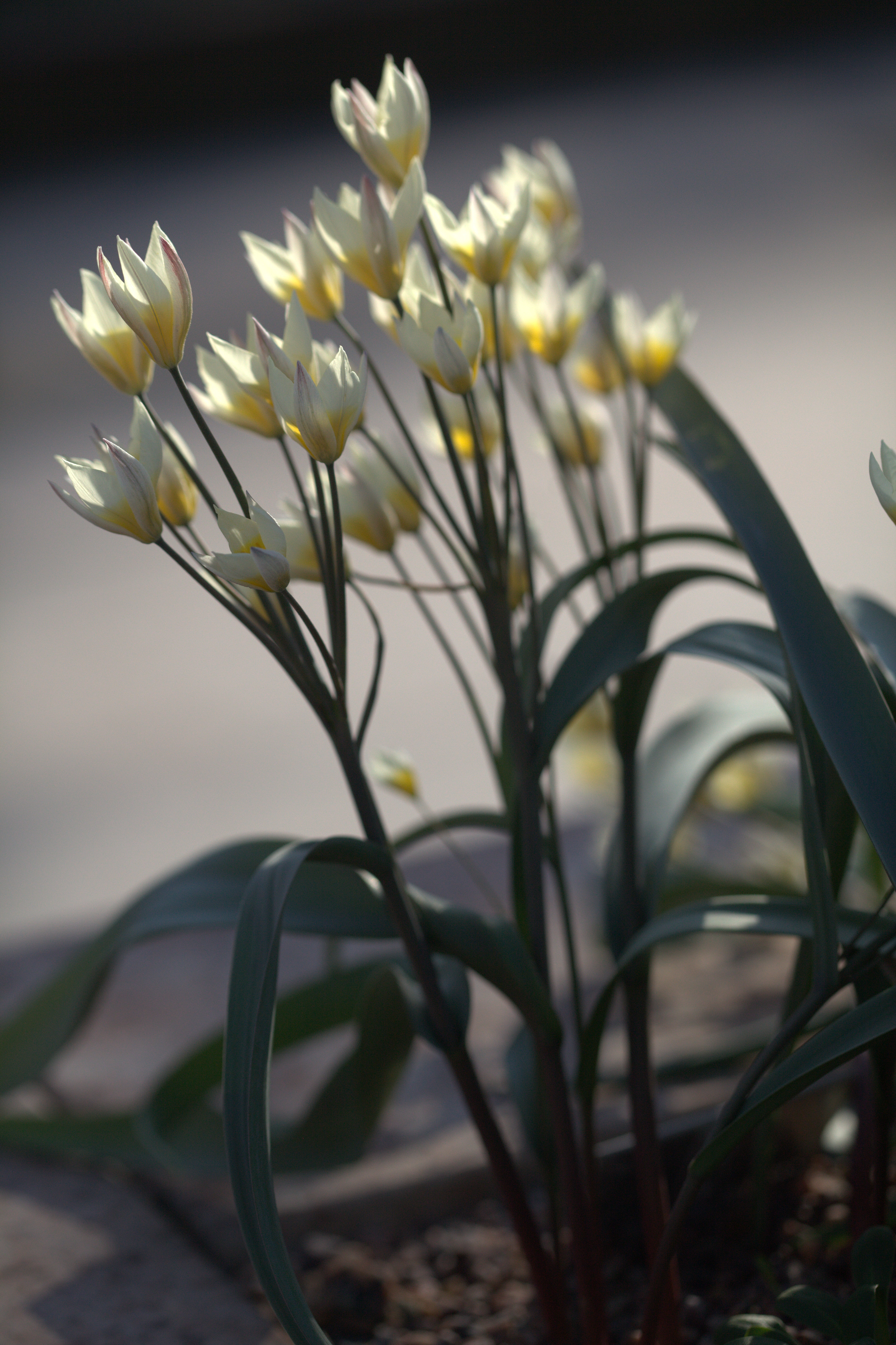
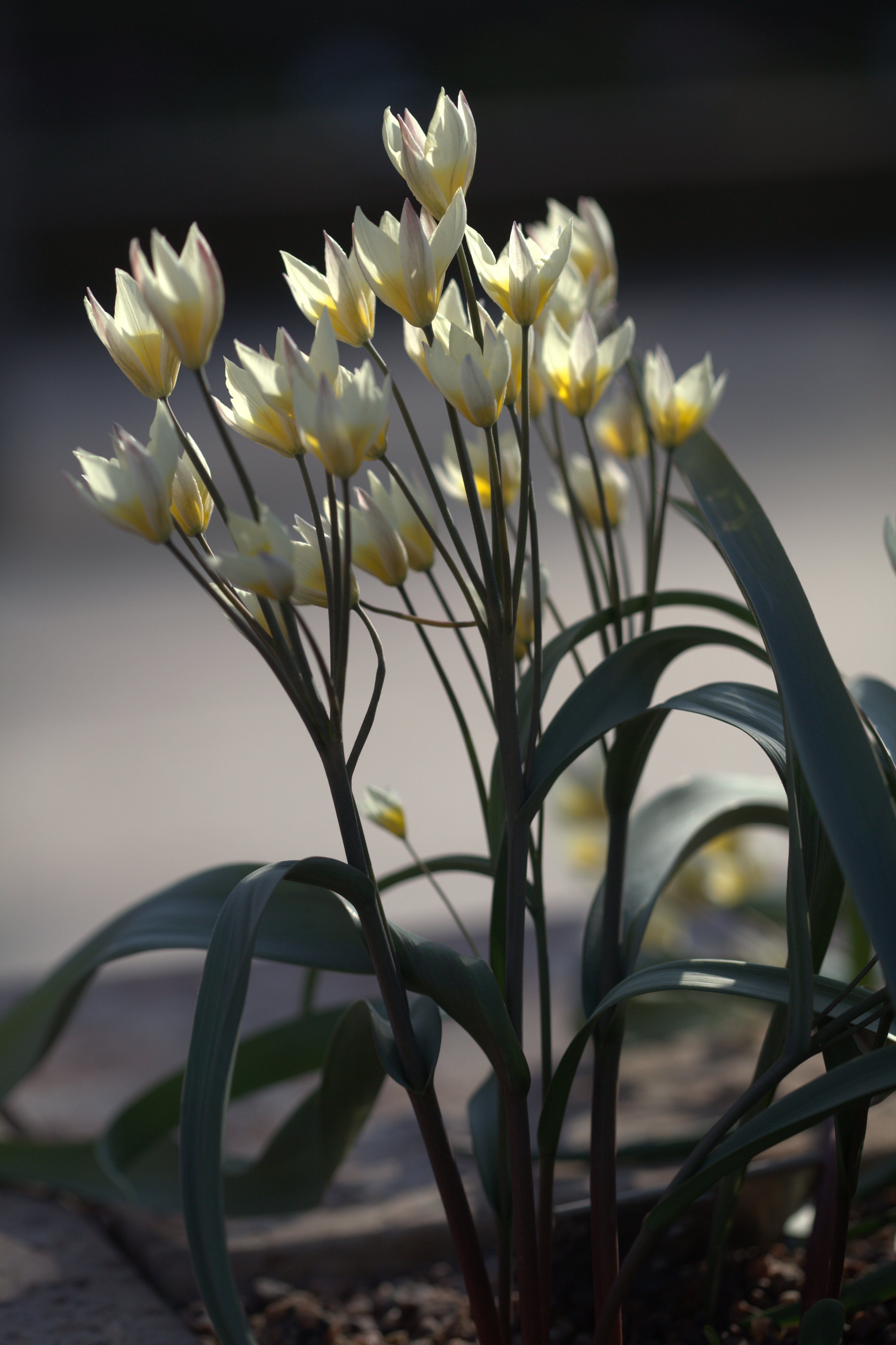